# Cerkno
Cerkno là một khu tự quản (tiếng Slovenia: občine, số ít – občina) trong vùng Goriška của Slovenia. Cerkno có diện tích 131.7 km2, dân số là theo điều tra ngày 31 tháng 3 năm 2002 là 5040 người. Thủ phủ khu tự quản Cerkno đóng tại Cerkno.